# Polyglyptodes cucullatus
Polyglyptodes cucullatus är en insektsart som beskrevs av Fowler. Polyglyptodes cucullatus ingår i släktet Polyglyptodes och familjen hornstritar. Inga underarter finns listade i Catalogue of Life.